# Teodoro Matos Santana
Teodoro Matos Santana, mais conhecido simplesmente como Teodoro (Santos, 22 de outubro de 1946 — São Paulo, 12 de junho de 2013), foi um futebolista brasileiro que atuou como volante.

## Carreira
Foi revelado pela Ferroviária, fazendo parte do elenco campeão da Primeira Divisão em 1966 (equivalente ao segundo nível do futebol paulista),
mas conseguiu destaque na Ponte Preta, no time que ficou com o vice-campeonato paulista de 1970. "Eu já fui campeão da Primeira Divisão pela Ferroviária, mas ser campeão paulista da Divisão Especial e por um time pequeno é coisa que me deixa arrepiado só de pensar", disse, no meio daquela campanha, quando seu time estava na liderança.
Foi contratado pelo São Paulo, no ano seguinte, ao lado do lateral Nélson e do zagueiro Samuel. Chegou a assumir a posição que era de Édson Cegonha, mas uma contusão, em 1972, atrapalhou um pouco sua carreira. Mesmo assim, ficou no São Paulo por vários anos (excetuando quando esteve emprestado ao Santos, em 1975) e foi titular durante a maioria dos jogos do time na campanha que culminou com o título brasileiro, em 1977.
Também fez parte do elenco que conquistou o Campeonato Paulista de 1980, embora tenha deixado o clube no meio da campanha, ao ter seu passe negociado com o Dallas Tornado, dos Estados Unidos.
| “ | "Foi muito bom, porque São Paulo ganho oitenta mil cruzeiros mensais, e lá ganharei aproximadamente 270 mil por mês", explicou o jogador. "Fico triste em deixar o São Paulo depois de quase dez anos, mas ao mesmo tempo estou satisfeito, já que vou ganhar excelente quantia em pouco tempo." | ” |

Após aposentar-se, abriu um escolinha de futebol em Dallas, nos Estados Unidos.

## Morte
Morreu em 12 de junho de 2013. O atleta lutava contra um câncer pancreático, foi comunicada em uma nota oficial do São Paulo.

## Títulos
São Paulo
- Campeonato Paulista: 1971 e 1980[8]
- Campeonato Brasileiro: 1977